# Clayton Lewis
Clayton Rhys Lewis (Wellington, 12 de fevereiro de 1997), é um futebolista neozelandês que atua como meio-campo. Atualmente, joga pelo Scunthorpe United.

## Títulos
Auckland City
- Liga dos Campeões da OFC: 2016, 2017